# Prêmio NAS de Biologia Molecular
O Prêmio NAS de Biologia Molecular (em inglês:  National Academy of Sciences Award in Molecular Biology (NAS Award in Molecular Biology) é um prêmio em ciências na área da biologia molecular, concedido anualmente desde 1962 pela Academia Nacional de Ciências dos Estados Unidos. A condecoração, destinada a cientistas dos Estados Unidos com no máximo 45 anos de idade, é patrocinada pela empresa Pfizer, tendo sido inicialmente patrocinada pela United States Steel. É dotado com 25 mil dólares dos Estados Unidos. 
15 dos 64 recipientes (situação em janeiro de 2015) receberam depois um Nobel de Fisiologia ou Medicina ou um Nobel de Química (ano e área identificados entre parêntesis), alguns décadas depois.

## Laureados[1]
- 1962 Marshall Nirenberg (Medicina 1968)
- 1963 Matthew Meselson
- 1964 Charles Yanofsky
- 1965 Robert Stuart Edgar
- 1966 Norton Zinder
- 1967 Robert Holley (Medicina 1968)
- 1968 Walter Gilbert (Química 1980)
- 1969 William B. Wood
- 1970 Armin Dale Kaiser
- 1971 Masayasu Nomura
- 1972 Howard Martin Temin (Medicina 1975)
- 1973 Donald David Brown
- 1974 David Baltimore (Medicina 1975)
- 1975 Bruce Alberts
- 1976 Daniel Nathans (Medicina 1978)
- 1977 Aaron J. Shatkin
- 1978 Günter Blobel (Medicina 1999)
- 1979 Mark Ptashne
- 1980 Phillip Allen Sharp (Medicina 1993)
- 1981 Ronald Wayne Davis, Gerald Fink
- 1982 Joan Steitz
- 1983 James C. Wang
- 1984 Geoffrey M. Cooper, Robert Allan Weinberg
- 1985 Gerald Mayer Rubin, Allan Charles Spradling
- 1986 Robert Gayle Roeder
- 1987 Thomas Cech (Química 1989)
- 1988 Robert Horvitz (Medicina 2002)
- 1989 Kiyoshi Mizuuchi
- 1990 Elizabeth Blackburn (Medicina 2009)
- 1991 Steven McKnight, Robert Tjian
- 1992 Bruce S. Baker, Thomas W. Cline
- 1993 Peter S. Kim
- 1994 Gerald Joyce, Jack Szostak (Medicina 2009)
- 1995 Daniel E. Gottschling
- 1996 Michael Levine
- 1997 Richard Scheller, Thomas Südhof (Medicina 2013)
- 1998 Philip Arden Beachy
- 1999 Clifford James Tabin
- 2000 Patrick Brown
- 2001 Erin O'Shea
- 2002 Stephen Elledge
- 2003 Andrew Fire (Medicina 2006), Craig Mello (Medicina 2006)
- 2004 Xiaodong Wang
- 2005 David Bartel
- 2006 Ronald Breaker, Tina M. Henkin
- 2007 Gregory J. Hannon
- 2008 Angelika Amon
- 2009 Stephen P. Bell
- 2010 Jeannie T. Lee
- 2011 James M. Berger
- 2012 Zhijian James Chen
- 2013 Sue Biggins
- 2014 David Marcelo Sabatini
- 2015 Xiaowei Zhuang
- 2016 Dianne K. Newman
- 2017 Rodolphe Barrangou